# 박문국
박문국(博文局)은 한국 최초의 근대식 인쇄소다. 신문 및 잡지 등을 편찬·인쇄하던 출판 기관으로 신문을 발행했다는 점에서는 한국 최초의 신문사이기도 하다.

## 개요
조선 말기인 1876년 수신사 김기수가 일본에 다녀오면서 서양의 과학 기술에 대한 인식을 새롭게 하기 시작했다. 그는 일본에서 여러 가지를 시찰하였는데, 인쇄소에서 책이 찍혀 나오는 모습을 보고 서적 보급에 유용하리라 여겼다. 이후 1882년 박영효가 수신사로 일본에 다녀온 뒤에 고종에게 건의하게 된다.
1883년(고종 20년) 2월 박영효가 올린 건의를 받아들인 고종은 한 달도 되지 않아 규정을 만들도록 명하였고, 그 해 8월 7일(음력 7월 5일) 지금의 을지로 2가 부근에 통리교섭통상사무아문(統理交涉通商事務衙門)에서 영어 교육기관인 동문학의 부속기관으로서 설치하였다. 보고들은 것이 많은 박영효에게 규정을 만들라는 명이 떨어졌고, 급진 개화파인 김옥균(金玉均)·서광범(徐光範) 등이 대거 참여하였다. 이렇게 만들어진 박문국은 조선 정부에서 운영하였으며, 원래는 신문 발행을 목적으로 설립하였고, 그때 발행한 신문이 그 해 10월 31일(음력 10월 1일) 창간된 한성순보이다. 동문학에 설치된 이유도 영어를 비롯한 서양 언어를 번역할 인력을 쉽게 구할 수 있었기 때문이다.
박영효가 만든 규정에 따라 박문국에는 총책임자를 두되 한성부의 판윤·좌윤·우윤 가운데 한 사람이 겸임하도록 했다. 그리고 교서원을 두 명 두어 이들로 하여금 번역·교정·인쇄·회계의 일을 맡게 했다. 다만, 번역은 따로 두 명을 두는데 한 사람은 내국인, 다른 한 사람은 외국인으로 하기로 했다. 교서원은 당하관이나 사대부 가운데 한성 판윤이 추천을 받아 뽑아 쓰기로 하였다. 박문국 초대 총재에 외아문 독판인 민영목(閔泳穆)·김만식(金晩植) 등을 당상관(堂上官)으로 하고, 후쿠자와 유키치가 파견한 일본인 이노우에 가쿠고로[井上角五郞]를 고문으로 하였다. 또한 부사과(副司果) 김인식(金寅植)을 주사(主事)로 삼고, 유학(幼學) 장박(張博)·오용묵(吳容默)·김기준(金基俊)을 사사(司事)로 삼았다.
이때 후쿠자와 유키치는 이노우에를 파견했을 뿐만 아니라 인쇄 기술자와 인쇄기, 인쇄 활자를 주선하는 등 박문국 설치를 적극적으로 지원하였다. 후쿠자와의 속셈은 러시아의 한반도 진출을 견제하고, 한반도에서 일본이 우위를 차지할 수 있는 여건을 마련하는 데 있었다. 그에 따라 박문국 운영은, 후쿠자와의 의도대로, 조선인 관리가 배치되었음에도 실제로는 일본인이 맡아 하게 되었다. 또한, 후쿠자와의 지시를 받는 이노우에는 출판 업무에 전념하지 않고 급진 개화파와 어울리면서 조선 정치에 깊이 관여하였다. 심지어 급진 개화파 인사들에게 무기 구매를 주선하기까지 하였으며, 갑신정변이 실패하자 김옥균 등과 함께 일본으로 도주한다.
박문국에서 사용한 활자는 조선 시대에 걸쳐 두루 쓰이던 목활자(木活字, 나무로 만든 활자)가 아닌, 당시로써는 신식이었던 연활자(鉛活字, 납으로 만든 활자)였으며, 활자 크기는 4호 크기였다. 인쇄기는 소형 수도 원압식 활판기로서 발로 밟아 작동시켰기에 족답식으로도 불렸다. 활자와 인쇄는 모두 일본에서 들여왔다. 박문국에서 한국 최초로 연활자를 사용한 셈이다.
박문국이 설치된 지 1년쯤 지난 1884년에는 모든 작업을 조선인이 하였다. 그러나 갑신정변 때 박문국이 불온사상을 전파한다고 판단한 수구파의 사주를 받은 군중이 박문국과 그 안에 있던 기계를 파괴하였다.
그 뒤 갑신정변(甲申政變)으로 기계가 파괴되는 등의 이유로 폐지되었다가 1885년 5월 12일(고종 22년 음력 3월 28일) 통리아문의 건의에 따라 다시 설치하였다. 박문국에서 찍던 《한성순보》도 한국 최초의 민간 인쇄소인 광인사(廣印社)로 옮겨 속간하고, 외국 서적을 비롯한 서적도 출판하였다. 1888년 통리교섭통상아문에 부속되었다.

## 평가
1883년과 박문국은 한국 인쇄 역사에서 큰 분기점이다. 그해 그곳에서 근대식 인쇄를 비롯하여 근대식 신문이 발간되었기 때문이다. 그 뒤로 1884년에 한국 최초의 민간 인쇄소인 광인사(廣印社)가 설립되었고, 1885년에는 배재학당 내에 근대식 인쇄소가 설립되었다(한국 최초의 학내 인쇄소). 1886년에는 마침내 처음으로 한글 연활자가 만들어졌다.
그러나 박영효와 고종이 바랐던 홍수와 같은 서적 출판은 이루어지지 않았고, 겨우 손에 꼽을 만큼 출판물은 적었다. 실제로 홍수처럼 출판물이 쏟아진 때는 10년 뒤 갑오경장이 일어난 뒤였다.

## 참고 자료
- 김은신 (1995년 11월 1일). 〈인쇄소/처음으로 연활자 사용 인쇄〉. 《이것이 한국 최초》. 삼문. ISBN 9788985407359.